# John Hughes
John Hughes, Jr. (født 18. februar 1950, død 6. august 2009) var en amerikansk filminstruktør, manuskriptforfatter og producer. John Hughes stod bag nogle af 1980'ernes og 1990'ernes store børne- og ungdomsfilm, bl.a. The Breakfast Club (1985) og Alene Hjemme (1990).

## Udvalgt filmografi
- National Lampoon's Class Reunion (1982), manuskriptforfatter og skuespiller
- Støvsugerpiloten (1983), manuskriptforfatter
- Fars fede ferie (1983), manuskriptforfatter
- Piraten med de ni liv (1983), manuskriptforfatter
- Abefest for viderekomne (1984), Instruktør og manuskriptforfatter
- The Breakfast Club (1985), instruktør, manuskriptforfatter, producer og skuespiller
- Fars frygtelige feriedage (1985), manuskriptforfatter
- Tast mig, jeg er din (1985), instruktør og manuskriptforfatter
- Pretty in Pink (1986), manuskriptforfatter og producer
- En vild pjækkedag (1986), instruktør, manuskriptforfatter, producer og skuespiller
- Sig du elsker mig! (1987), manuskriptforfatter og producer
- Røvtur på 1. klasse (1987), instruktør, manuskriptforfatter og producer
- Næsten voksen (1988), instruktør, manuskriptforfatter og producer
- Ferie med bjørn på (1988), manuskriptforfatter og producer
- Onkel Buck (1989), instruktør, manuskriptforfatter og producer
- Fars fede juleferie (1989), manuskriptforfatter og producer
- Alene hjemme (1990), manuskriptforfatter og producer
- En vild nat (1991), manuskriptforfatter og producer
- Only The Lonely (1991), producer
- Driving Me Crazy (1991), manuskriptforfatter og producer
- Pokkers til krøltop (1991), Instruktør, manuskriptforfatter og producer
- Beethoven (1992), manuskriptforfatter
- Alene hjemme 2: Glemt i New York (1992), manuskriptforfatter og producer
- Jern-Henrik (1993), manuskriptforfatter og producer
- Beethoven's 2nd (1993)
- Alene i byen (1994), manuskriptforfatter og producer
- Miraklet på Manhattan (1994), manuskriptforfatter og producer
- Mallrats (1995)
- 101 dalmatinere i levende live (1996), manuskriptforfatter og producer
- Flubber (1997), manuskriptforfatter og producer
- Alene Hjemme 3 (1997), manuskriptforfatter og producer
- Reach The Rock (1998), manuskriptforfatter og producer
- Beethoven’s 3rd (2000)
- Just Visting (2001), manuskriptforfatter
- New Port Sloth (2001), producer
- Storbyens små mirakler (2002), manuskriptforfatter
- Home Alone 4: Taking Back the House (2002)
- Drillbit Taylor (2008), manuskriptforfatter